# Moldoveanu
Der Moldoveanu ist mit 2544 m der höchste Berg Rumäniens. Er liegt im Făgăraș-Teilgebirge der Transsilvanischen Alpen etwa 32 Kilometer Luftlinie südwestlich von der Stadt Făgăraș (Fogarasch) und etwa auf halber Entfernung zwischen Hermannstadt und Brașov (Kronstadt).
Da die Gegend touristisch nur wenig erschlossen ist, konnten sich dort die für die Transsilvanischen Alpen charakteristische Flora und Fauna in ihrer ursprünglichen Form halten.
Der Berg ist aufgrund des unschwierigen Anstiegs ein attraktives Ziel für Bergwanderer, wohingegen er für Profi- und Extrembergsteiger keine Herausforderungen bietet. 

## Besteigung
Eine einfache Möglichkeit, den Moldoveanu zu besteigen, besteht von der unbewirtschafteten Hütte Stâna lui Burnei (Lage) aus. Von hier führen zwei Wege zum Gipfel, die zusammen eine Rundtour bilden. Aus dem Dorf Slatina (Lage) führt in nördliche Richtung eine rund 37 Kilometer lange, nicht geteerte Forststraße in Richtung des Massivs. Ein Befahren der Strecke ist herausfordernd und zeitaufwändig (Stand Juni 2022).
Für Bergwanderer mit 5 bis 7 Tagen Zeit ist eine Besteigung des Moldoveanu in einer West-Ost-Durchquerung des Făgăraș enthalten.

## Bildergalerie

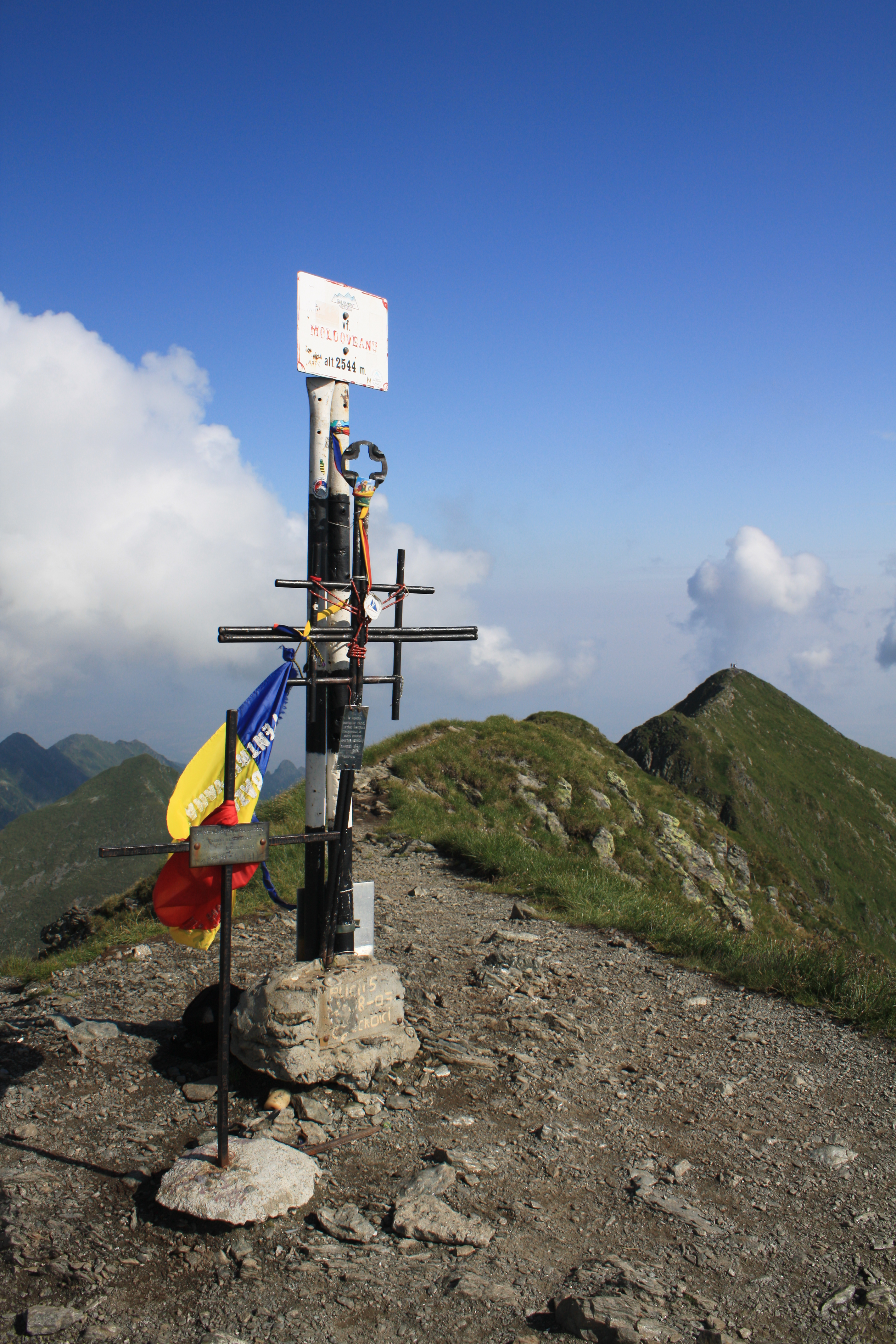
Gipfelmarkierung des Moldoveanu 2544 m (2010)
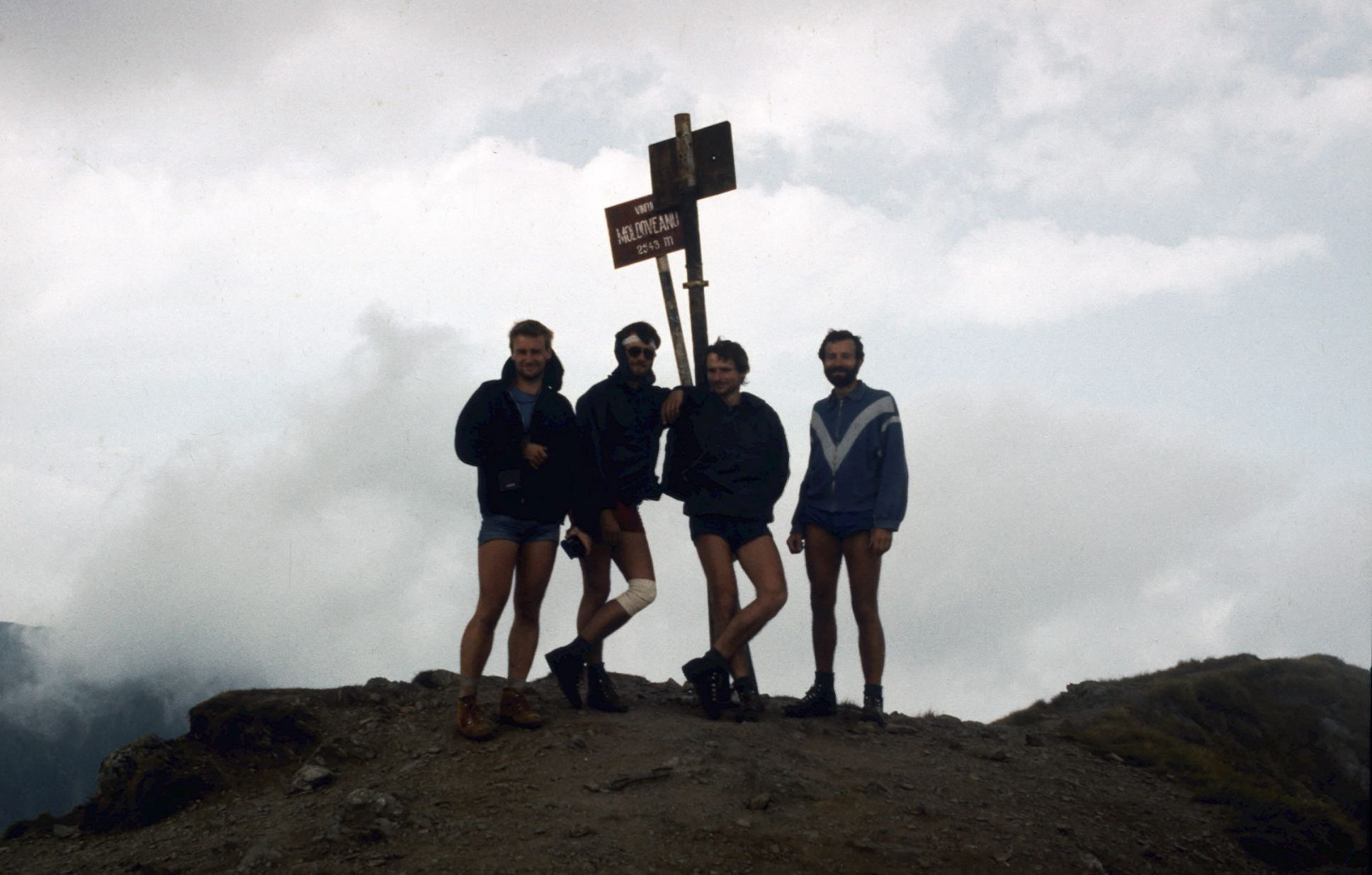
Gipfelmarkierung des Moldoveanu 2543 m (1986)
Blick auf das Moldoveanumassiv
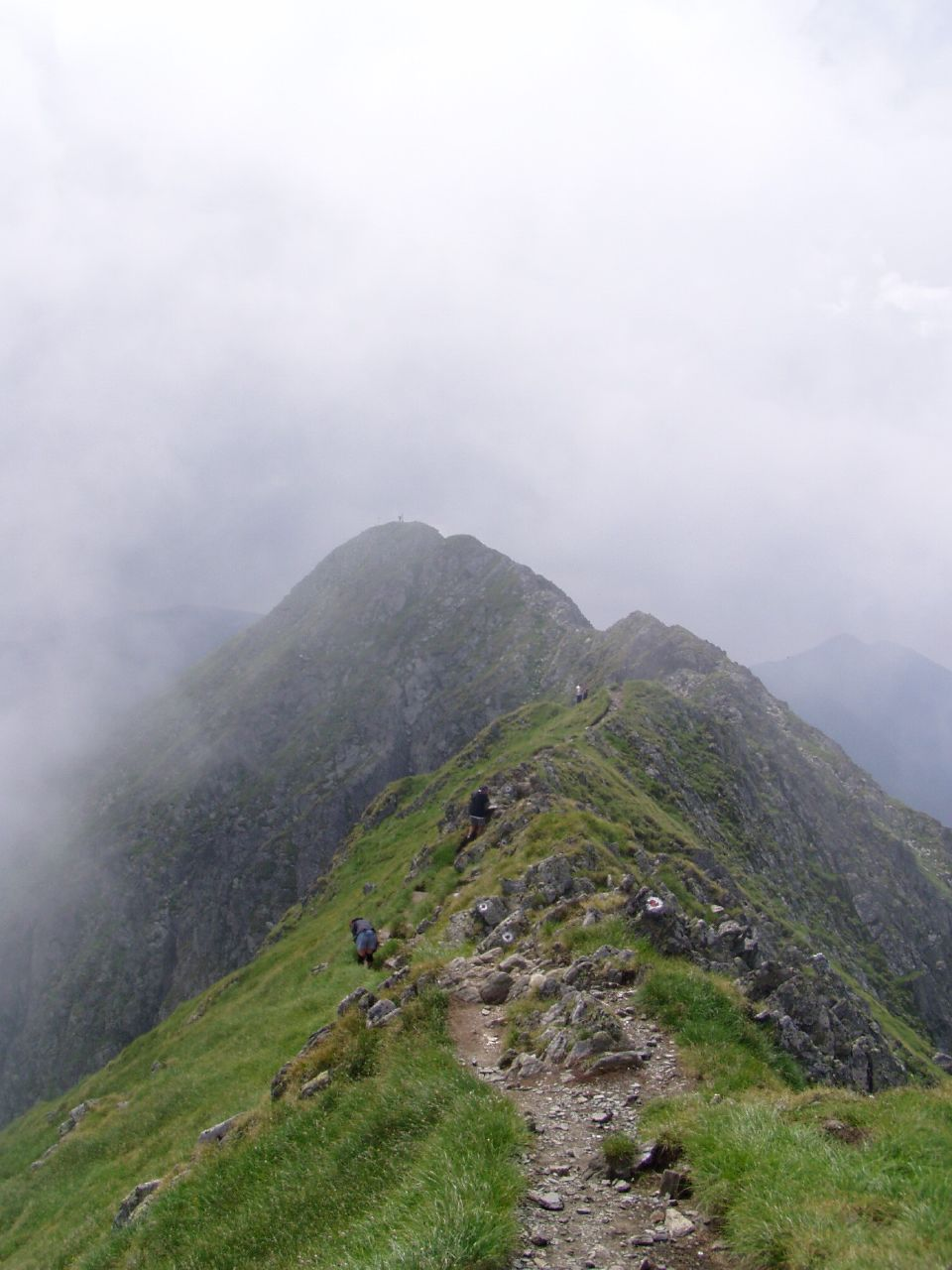
Moldoveanu-Gipfel
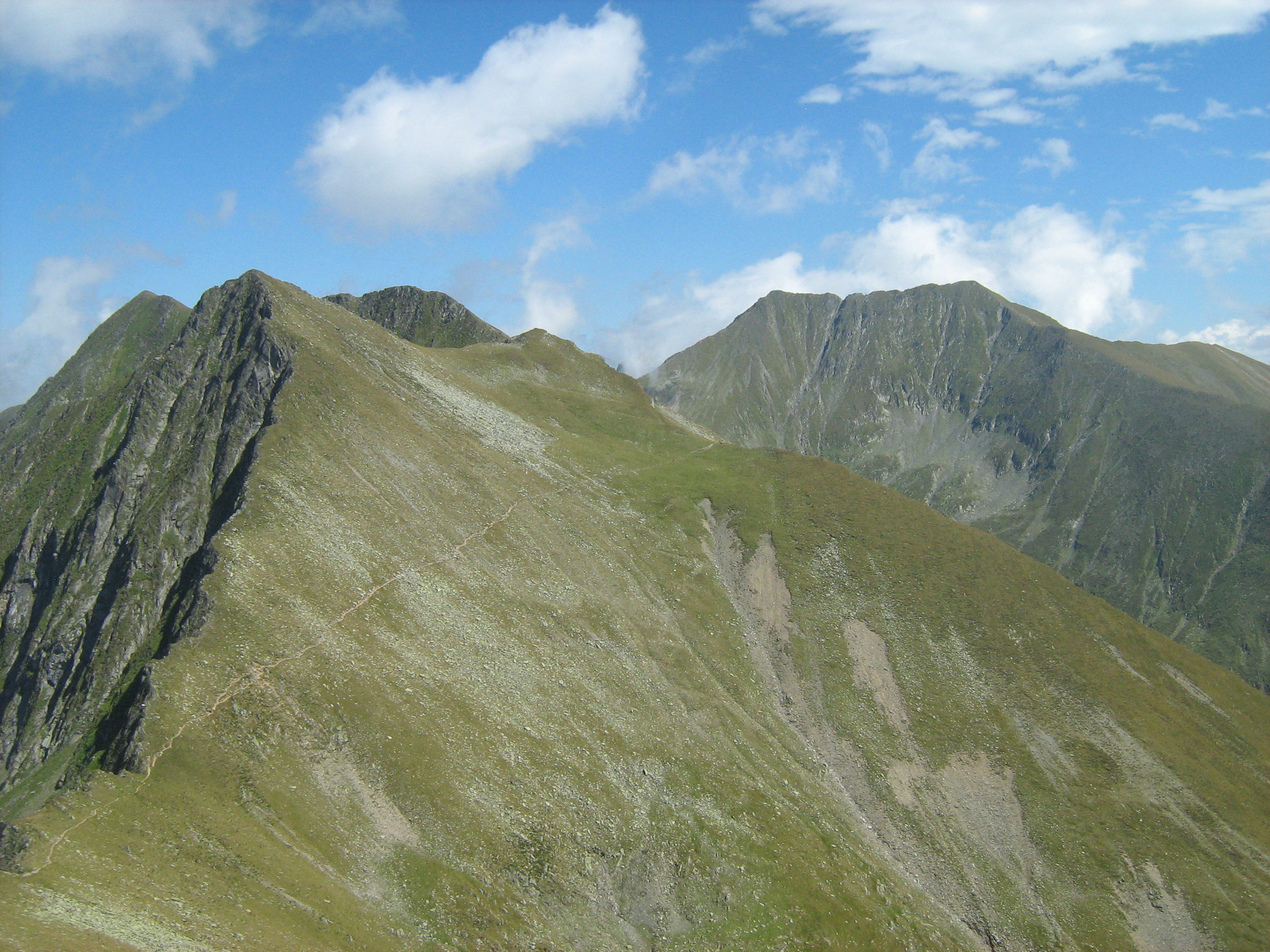
Der Moldoveanu rechts